# Тринильский тигр
Тринильский тигр (лат. Panthera tigris trinilensis) — ископаемый древнейший подвид тигра, обладавший уже типичными дентальными характеристиками современных тигров и более глубокой нижней челюстью. Обитал 1,66 млн лет назад в Индонезии, и возможно мог являться предком всех известных индонезийских подвидов.

## Ареал и время обитания
Данный подвид во временном промежутке 1,66 млн лет назад обитал на острове Яве: Сангиран, Пунунг. Затем в промежутке 1,3—0,7 млн лет назад его ареал включал Яву: Сангиран, Кенденг, Тринил, Кедунг Брубус, Бангла, Джерук, Кебон-Дурен, Тегуан; остров Суматру: Паданг.

## Описание
Данный подвид обладал сравнительно крупными размерами и очень крупными (как у индийского и амурского подвидов) зубами: P4 уже, чем М1 и затылочной частью черепа размером, как у яванского тигра (P. t . sondaica).
Локтевая кость более длинная и более массивная, чем у суматранского и яванского подвидов. Она довольно сильно изогнута сагиттальной плоскости, отличаясь данной особенностью от локтевой кости яванского, но напоминая собой одноименную кость суматранского. Однако, эти кости могут иметь довольно широкий диапазон индивидуальных особенностей, что наблюдается у амурского подвида. Верхние третий и четвёртый премоляры имеют более простую структуру, чем у современного тигра.